# 김주환 (영화 감독)
김주환(1981년 ~ ), 영어명 제이슨 킴(Jason Kim)은 대한민국의 영화 감독이자 각본가이다.
1981년 태어나 미국 조지타운 대학교의 국제정치학을 전공했다. 대한민국 공군에서 통역사로서 3년간 복무하다가 쇼박스의 홍보부에 들어간 다음 영화 투자부에 들어갔다.

## 작품 목록

### 영화
- 무도실무관
- 청년경찰
- 사자
- 멍뭉이

### 드라마
- 사냥개들